# Oramasia
Oramasia är ett släkte av svampar. Oramasia ingår i familjen Helminthosphaeriaceae, ordningen Sordariales, klassen Sordariomycetes, divisionen sporsäcksvampar och riket svampar.
|          | Diplococcium                       |
|          |                                    |
|          | Spadicoides                        |
|          |                                    |
|          | Ceratosporium                      |
|          |                                    |
|          | Echinosphaeria                     |
|          |                                    |
|          | Tengiomyces                        |
|          |                                    |
|          | Helminthosphaeria                  |
|          |                                    |
|          | Endophragmiella                    |
|          |                                    |
| Oramasia | \| \| Oramasia hirsuta \| \| \| \| |
|          | \| \| Oramasia hirsuta \| \| \| \| |
|          | Vermiculariopsiella                |
|          |                                    |
|          | Oramasia hirsuta                   |
|          |                                    |

|  | Oramasia hirsuta |
|  |                  |